# U19-DFB-Nachwuchsliga 2024/25
Die Saison 2024/25 war die erste Spielzeit der U19-DFB-Nachwuchsliga, die aus einer Reform der zuvor 21-mal ausgespielten A-Junioren-Bundesliga hervorging. Sie wurde am 3. August 2024 eröffnet und endete mit dem Endspiel um die Meisterschaft am 17. Mai 2025.

## Modus
Die Spielzeit 2023/24 der A-Junioren-Bundesliga war die letzte, die nach dem üblichen Spielmodus ausgetragen wurde. Diesem zufolge spielten je 14 Mannschaften in drei regionalen Staffeln (Nord/Nordost, West, Süd/Südwest) in Hin- und Rückrunden um den Einzug in die Endrunde um die Meisterschaft. Für deren Halbfinale waren der Staffelmeister sowie der -vizemeister der Staffel West und die Sieger der beiden anderen Staffeln qualifiziert. Zur Saison 2024/25 wurde die A-Junioren-Bundesliga im Zuge einer Reform durch die U19-DFB-Nachwuchsliga ersetzt.
In der Saison 2024/25 der U19-DFB-Nachwuchsliga gab es keine regionalen Staffeln mehr, sondern stattdessen eine regionale Vor- sowie eine anschließende Hauptrunde. Die Vorrunde wurde in acht Gruppen ausgespielt, in der Hauptrunde wurde das Teilnehmerfeld in zwei Ligen (Liga A und B) aufgeteilt. Hierbei hatte die Vorrunde 14 Spieltage, die Liga A hat zehn und die Liga B ebenfalls 14. Für die Spielzeit 2024/25 der U19-DFB-Nachwuchsliga waren zu Saisonbeginn alle Vereine mit einem Nachwuchsleistungszentrum, alle Vereine ohne Nachwuchsleistungszentrum, die nicht aus der A-Junioren-Bundesliga 2023/24 abgestiegen waren sowie alle Vereine ohne Nachwuchsleistungszentrum, die gemäß der DFB-Jugendordnung aus den zweithöchsten Spielklassen in die nicht mehr existente A-Junioren-Bundesliga aufgestiegen wären, qualifiziert. Nach Abschluss der Hinrunde und als das Teilnehmerfeld in die Ligen A und B aufgeteilt wurde, stießen 11 Amateurvereine hinzu. Diese Vereine, die keine Nachwuchsleistungszentren unterhielten, waren die jeweils besten Teilnehmer der Hinrunde ihrer jeweiligen untergeordneten Regional- oder Verbandsliga und traten in der Liga B an. Über diese konnten sie sich für die Teilnahme an der Vorrunde der Folgesaison qualifizieren (es musste mindestens Rang 4 in der jeweiligen Gruppe erreicht werden).
Der Spielmodus der U19-DFB-Nachwuchsliga war in zwei Phasen gegliedert:
- In der Vorrunde wurde zunächst in acht regionalen Staffeln zu je acht Mannschaften gespielt, wobei Landes- und Regionalverbandsgrenzen keine Rolle spielten. Zusätzlich zu den 58 Vereinen, die Nachwuchsleistungszentren unterhielten, kamen zu Saisonbeginn noch sechs Amateurklubs. Alle Mannschaften einer Staffel traten in Hin- und Rückrunde gegeneinander an und qualifizierten sich für die Hauptrunde.
- Die Erst-, Zweit- und Drittplatzierten der Vorrundengruppen spielten in der Liga A der Hauptrunde weiter, die übrigen Mannschaften in der Liga B. Zur Liga B stießen 11 weitere Amateurvereine, die sich über die Regional- beziehungsweise Landeswettbewerbe (zweithöchste Spielklassen) qualifizierten. Beide Ligen wurden erneut in Staffeln aufgeteilt und absolvierten jeweils eine Hin- und Rückrunde. Der Meister wurde unter den 16 besten Mannschaften aus der Liga A in einer Endrunde ausgespielt, in der ab dem Achtelfinale nur noch K.o.-Spiele ausgetragen wurden. Aus der Liga B qualifizierten sich alle Vereine mit einem Nachwuchsleistungszentrum für die nächste Saison der U19-DFB-Nachwuchsliga. Ebenfalls qualifizierten sich Amateurvereine ohne Nachwuchsleistungszentrum, wenn sie in ihrer Gruppe der Liga B einen der ersten vier Tabellenränge belegten.[5]

11 Amateurvereine stießen wie bereits angeführt pro Saison in der Hauptrunde zum Teilnehmerfeld hinzu. Dabei stieg jeweils der Tabellenerste der Hinrunde aus folgenden zweithöchsten Spielklassen in die U19-DFB-Nachwuchsliga auf: Regionalliga Nord, Regionalliga Nordost, Bayernliga, Oberliga Baden-Württemberg, Regionalliga Südwest, Hessenliga, Niederrheinliga, Mittelrheinliga und Westfalenliga. Zusätzlich dazu qualifizierten sich die Tabellenzweiten der Regionalligen Nord und Nordost für die Hauptrunde der jeweiligen Saison. Bei Verzicht oder nicht erteilter Zulassung wäre der nächstplatzierte Amateurverein nachgerückt. Die Berechtigung endete grundsätzlich mit dem Tabellendritten einer Liga. Die Tabellenvierten und -fünften hätten nacheinander ausnahmsweise nur dann als Teilnehmer nachrücken können, sofern sich auf den Plätzen 1 bis 4 eine oder mehrere nicht teilnahmeberechtigte Vereine mit einem Nachwuchsleistungszentrum befunden hätte.

## Teilnehmer

### Teilnehmer der Vorrunde
(Quelle: )
58 Vereine mit Leistungszentrum zum Stichtag am 1. Juli 2024:
| - Gruppe A - 1. FC Heidenheim - 1. FC Saarbrücken - SC Freiburg - SV Elversberg - SV Sandhausen - Stuttgarter Kickers - TSG 1899 Hoffenheim - VfB Stuttgart - Gruppe B - 1. FC Magdeburg - 1. FC Union Berlin - Hansa Rostock - FC St. Pauli - Hamburger SV - Holstein Kiel - VfL Wolfsburg - Gruppe C - Borussia Dortmund - FC Schalke 04 - Fortuna Düsseldorf - MSV Duisburg - Rot-Weiss Essen - SV Meppen - Gruppe D - 1. FC Nürnberg - 1. FSV Mainz 05 - Eintracht Frankfurt - FSV Frankfurt - Karlsruher SC - Kickers Offenbach - SV Darmstadt 98 | - Gruppe E - Arminia Bielefeld - Eintracht Braunschweig - FC Rot-Weiß Erfurt - Hannover 96 - SC Paderborn 07 - VfL Bochum - VfL Osnabrück - Werder Bremen - Gruppe F - 1. FC Kaiserslautern - 1. FC Köln - Bayer 04 Leverkusen - Borussia Mönchengladbach - FC Viktoria Köln - SV Wehen Wiesbaden - Gruppe G - FC Augsburg - FC Bayern München - FC Ingolstadt 04 - SpVgg Greuther Fürth - SpVgg Unterhaching - SSV Jahn Regensburg - SSV Ulm 1846 - TSV 1860 München - Gruppe H - Chemnitzer FC - FC Carl Zeiss Jena - Energie Cottbus - FC Erzgebirge Aue - Hallescher FC - Hertha BSC - RB Leipzig - Dynamo Dresden |

1 Verein ohne Leistungszentrum, der zum Ende der Saison 2023/24 nicht aus der A-Junioren-Bundesliga abstieg:
| - Gruppe F: Alemannia Aachen |

5 Vereine ohne Leistungszentrum, die zum Ende der Saison 2023/24 den Aufstieg in die bis dahin bestehende Junioren-Bundesliga realisiert hätten:
| - der Meister der Regionalliga Nord: - Holstein Kiel 8 - der Meister der Regionalliga Nordost: - Gruppe B: Berliner AK 07 - der Sieger der Relegationspartien zwischen den Vizemeistern der Regionalligen Nord und Nordost: - 1. FC Magdeburg 8 - der Meister der Bayernliga: - SpVgg Unterhaching 8 - der Meister der Oberliga Baden-Württemberg: - SC Freiburg 8 | - der Sieger der Relegationspartien zwischen den Meistern der Regionalliga Südwest und der Hessenliga: - Gruppe D: TSV Schott Mainz - der Meister der Niederrheinliga: - Gruppe C: TSV Meerbusch - der Meister der Mittelrheinliga: - Gruppe F: FC Hennef 05 - der Meister der Westfalenliga: - Gruppe C: Preußen Münster |

### Zusätzliche Teilnehmer der Hauptrunde (Liga B)
11 Mannschaften, die sich 2024 über die Regional- bzw. Landesverbandswettbewerbe sportlich qualifizierten:
| - der Herbstmeister der Regionalliga Nord - Eintracht Norderstedt - der Herbstmeister der Regionalliga Nordost - SV Babelsberg 03 - der Herbstmeister der Bayernliga - 1. FC Schweinfurt 05 - der Herbstmeister der Oberliga Baden-Württemberg - SSV Reutlingen 05 - der Herbstmeister der Regionalliga Südwest - SV Gonsenheim - der Herbstmeister der Hessenliga - Rot-Weiß Walldorf | - der Herbstmeister der Niederrheinliga - Rot-Weiß Oberhausen - der Herbstmeister der Mittelrheinliga - TuS Königsdorf - der Herbstmeister der Westfalenliga - Sportfreunde Siegen - der Vize-Herbstmeister der Regionalliga Nord - Blumenthaler SV - der Vize-Herbstmeister der Regionalliga Nordost - FC Viktoria 1889 Berlin |

## Vorrunde
| Zum Saisonende 2023/24: |                                  |
| (M)                     | Deutscher A-Junioren-Meister     |
| (P)                     | Deutscher A-Junioren-Pokalsieger |
| Zum Vorrundenende:      |                                  |
| A                       | Qualifikation für die Liga A     |
| B                       | Qualifikation für die Liga B     |

### Gruppe A

#### Tabelle
| Pl.             | Verein                     | Sp. | S  | U | N  | Tore    | Diff. | Punkte | Anm. |
| --------------- | -------------------------- | --- | -- | - | -- | ------- | ----- | ------ | ---- |
| 1.              | TSG 1899 Hoffenheim (M, P) | 14  | 11 | 2 | 1  | 055:150 | +40   | 35     | A    |
| 2.              | VfB Stuttgart              | 14  | 11 | 2 | 1  | 054:230 | +31   | 35     | A    |
| 3.              | 1. FC Heidenheim           | 14  | 9  | 1 | 4  | 038:250 | +13   | 28     | A    |
| 4.              | Stuttgarter Kickers        | 14  | 5  | 3 | 6  | 024:330 | −9    | 18     | B    |
| 5.              | SV Sandhausen              | 14  | 5  | 1 | 8  | 023:270 | −4    | 16     | B    |
| 6.              | SC Freiburg                | 14  | 4  | 3 | 7  | 028:280 | ±0    | 15     | B    |
| 7.              | SV Elversberg              | 14  | 3  | 2 | 9  | 021:440 | −23   | 11     | B    |
| 8.              | 1. FC Saarbrücken          | 14  | 0  | 2 | 12 | 010:580 | −48   | 02     | B    |
| Stand: Endstand |                            |     |    |   |    |         |       |        |      |

#### Kreuztabelle
| Stand: Endstand     | SV Elversberg | SC Freiburg | 1. FC Heidenheim | TSG 1899 Hoffenheim | 1. FC Saarbrücken | SV Sandhausen | Stuttgarter Kickers | VfB Stuttgart |
| ------------------- | ------------- | ----------- | ---------------- | ------------------- | ----------------- | ------------- | ------------------- | ------------- |
| SV Elversberg       | •             | 1:2         | 1:5              | 1:6                 | 2:0               | 3:3           | 5:1                 | 1:4           |
| SC Freiburg         | 8:1           | •           | 1:4              | 2:2                 | 5:1               | 2:0           | 1:3                 | 2:3           |
| 1. FC Heidenheim    | 2:1           | 2:1         | •                | 3:2                 | 5:1               | 3:2           | 1:1                 | 1:4           |
| TSG 1899 Hoffenheim | 3:0           | 4:0         | 3:2              | •                   | 12:0              | 3:0           | 5:2                 | 3:3           |
| 1. FC Saarbrücken   | 1:2           | 1:1         | 0:4              | 0:1                 | •                 | 0:1           | 2:2                 | 0:9           |
| SV Sandhausen       | 2:0           | 2:1         | 5:2              | 0:3                 | 5:0               | •             | 0:2                 | 1:2           |
| Stuttgarter Kickers | 4:0           | 1:1         | 0:4              | 1:3                 | 3:2               | 2:0           | •                   | 1:3           |
| VfB Stuttgart       | 3:3           | 3:1         | 3:0              | 1:5                 | 6:2               | 4:2           | 6:1                 | •             |

### Gruppe B

#### Tabelle
| Pl.             | Verein             | Sp. | S | U | N | Tore    | Diff. | Punkte | Anm. |
| --------------- | ------------------ | --- | - | - | - | ------- | ----- | ------ | ---- |
| 1.              | VfL Wolfsburg      | 14  | 9 | 4 | 1 | 034:160 | +18   | 31     | A    |
| 2.              | 1. FC Union Berlin | 14  | 8 | 3 | 3 | 035:220 | +13   | 27     | A    |
| 3.              | Hamburger SV       | 14  | 6 | 5 | 3 | 036:280 | +8    | 23     | A    |
| 4.              | Hansa Rostock      | 14  | 6 | 1 | 7 | 037:480 | −11   | 19     | B    |
| 5.              | 1. FC Magdeburg    | 14  | 6 | 0 | 8 | 046:390 | +7    | 18     | B    |
| 6.              | FC St. Pauli       | 14  | 3 | 6 | 5 | 027:310 | −4    | 15     | B    |
| 7.              | Holstein Kiel      | 14  | 3 | 3 | 8 | 021:430 | −22   | 12     | B    |
| 8.              | Berliner AK 07     | 14  | 3 | 2 | 9 | 034:430 | −9    | 11     | B    |
| Stand: Endstand |                    |     |   |   |   |         |       |        |      |

#### Kreuztabelle
| Stand: Endstand    | Berliner AK 07 | 1. FC Union Berlin | Hamburger SV | Holstein Kiel | 1. FC Magdeburg | Hansa Rostock | FC St. Pauli | VfL Wolfsburg |
| ------------------ | -------------- | ------------------ | ------------ | ------------- | --------------- | ------------- | ------------ | ------------- |
| Berliner AK 07     | •              | 2:5                | 1:4          | 2:4           | 5:3             | 9:3           | 2:2          | 1:5           |
| 1. FC Union Berlin | 2:1            | •                  | 4:1          | 1:1           | 3:1             | 4:2           | 0:2          | 0:2           |
| Hamburger SV       | 3:2            | 2:2                | •            | 5:1           | 2:4             | 2:4           | 3:0          | 2:2           |
| Holstein Kiel      | 3:2            | 1:2                | 0:0          | •             | 1:6             | 2:1           | 1:1          | 1:3           |
| 1. FC Magdeburg    | 2:3            | 2:4                | 2:4          | 9:0           | •               | 4:1           | 5:3          | 2:1           |
| Hansa Rostock      | 2:0            | 2:7                | 1:1          | 5:4           | 7:5             | •             | 3:2          | 1:3           |
| FC St. Pauli       | 3:3            | 1:1                | 2:4          | 3:2           | 3:1             | 2:3           | •            | 2:2           |
| VfL Wolfsburg      | 2:1            | 2:0                | 3:3          | 3:0           | 2:0             | 3:2           | 1:1          | •             |

### Gruppe C

#### Tabelle
| Pl.             | Verein             | Sp. | S  | U | N  | Tore    | Diff. | Punkte | Anm. |
| --------------- | ------------------ | --- | -- | - | -- | ------- | ----- | ------ | ---- |
| 1.              | Borussia Dortmund  | 14  | 12 | 2 | 0  | 053:700 | +46   | 38     | A    |
| 2.              | FC Schalke 04      | 14  | 10 | 2 | 2  | 041:170 | +24   | 32     | A    |
| 3.              | Fortuna Düsseldorf | 14  | 10 | 2 | 2  | 033:160 | +17   | 32     | A    |
| 4.              | Preußen Münster    | 14  | 4  | 4 | 6  | 023:350 | −12   | 16     | B    |
| 5.              | SV Meppen          | 14  | 4  | 2 | 8  | 021:330 | −12   | 14     | B    |
| 6.              | MSV Duisburg       | 14  | 3  | 3 | 8  | 016:350 | −19   | 12     | B    |
| 7.              | TSV Meerbusch      | 14  | 2  | 2 | 10 | 016:410 | −25   | 08     | B    |
| 8.              | Rot-Weiss Essen    | 14  | 2  | 1 | 11 | 014:330 | −19   | 07     | B    |
| Stand: Endstand |                    |     |    |   |    |         |       |        |      |

#### Kreuztabelle
| Stand: Endstand    | Borussia Dortmund | MSV Duisburg | Fortuna Düsseldorf | Rot-Weiss Essen | TSV Meerbusch | SV Meppen | Preußen Münster | FC Schalke 04 |
| ------------------ | ----------------- | ------------ | ------------------ | --------------- | ------------- | --------- | --------------- | ------------- |
| Borussia Dortmund  | •                 | 4:1          | 0:0                | 5:0             | 3:0           | 3:0       | 4:1             | 3:3           |
| MSV Duisburg       | 0:6               | •            | 1:3                | 2:0             | 0:1           | 2:1       | 1:1             | 0:4           |
| Fortuna Düsseldorf | 0:6               | 2:0          | •                  | 3:0             | 3:2           | 4:1       | 5:0             | 1:0           |
| Rot-Weiss Essen    | 0:1               | 1:1          | 1:3                | •               | 1:3           | 6:1       | 2:3             | 1:4           |
| TSV Meerbusch      | 0:3               | 3:3          | 0:4                | 1:2             | •             | 1:3       | 1:4             | 1:5           |
| SV Meppen          | 1:6               | 5:0          | 0:2                | 1:0             | 3:0           | •         | 2:2             | 2:2           |
| Preußen Münster    | 1:6 9             | 1:4          | 2:2                | 3:0             | 1:1           | 3:1       | •               | 2:4           |
| FC Schalke 04      | 1:3               | 3:1          | 3:1                | 2:0             | 6:2           | 2:0       | 2:0             | •             |

### Gruppe D

#### Tabelle
| Pl.             | Verein              | Sp. | S  | U | N | Tore    | Diff. | Punkte | Anm. |
| --------------- | ------------------- | --- | -- | - | - | ------- | ----- | ------ | ---- |
| 1.              | Karlsruher SC       | 14  | 11 | 2 | 1 | 042:110 | +31   | 35     | A    |
| 2.              | Eintracht Frankfurt | 14  | 9  | 1 | 4 | 044:210 | +23   | 28     | A    |
| 3.              | 1. FSV Mainz 05     | 14  | 8  | 2 | 4 | 035:150 | +20   | 26     | A    |
| 4.              | 1. FC Nürnberg      | 14  | 6  | 3 | 5 | 032:290 | +3    | 21     | B    |
| 5.              | FSV Frankfurt       | 14  | 6  | 1 | 7 | 016:270 | −11   | 19     | B    |
| 6.              | TSV Schott Mainz    | 14  | 3  | 2 | 9 | 013:380 | −25   | 11     | B    |
| 7.              | Kickers Offenbach   | 14  | 2  | 4 | 8 | 018:430 | −25   | 10     | B    |
| 8.              | SV Darmstadt 98     | 14  | 2  | 3 | 9 | 015:310 | −16   | 09     | B    |
| Stand: Endstand |                     |     |    |   |   |         |       |        |      |

#### Kreuztabelle
| Stand: Endstand     | SV Darmstadt 98 | Eintracht Frankfurt | FSV Frankfurt | Karlsruher SC | 1. FSV Mainz 05 | TSV Schott Mainz | 1. FC Nürnberg | Kickers Offenbach |
| ------------------- | --------------- | ------------------- | ------------- | ------------- | --------------- | ---------------- | -------------- | ----------------- |
| SV Darmstadt 98     | •               | 3:2                 | 1:2           | 1:3           | 0:2             | 0:1              | 0:0            | 1:1               |
| Eintracht Frankfurt | 1:0             | •                   | 4:0           | 1:3           | 1:3             | 5:0              | 9:2            | 1:0               |
| FSV Frankfurt       | 0:3             | 0:3                 | •             | 1:4           | 2:1             | 2:0              | 1:2            | 2:0               |
| Karlsruher SC       | 4:0             | 1:2                 | 2:0           | •             | 0:0             | 4:0              | 1:0            | 8:0               |
| 1. FSV Mainz 05     | 7:0             | 5:2                 | 1:2           | 1:2           | •               | 1:1              | 3:0            | 2:1               |
| TSV Schott Mainz    | 3:2             | 0:5                 | 1:2           | 2:6           | 2:0             | •                | 0:4            | 1:1               |
| 1. FC Nürnberg      | 2:2             | 2:2                 | 3:0           | 2:3           | 0:5             | 3:1              | •              | 8:1               |
| Kickers Offenbach   | 3:2             | 2:6                 | 2:2           | 1:1           | 2:4             | 3:1              | 1:4            | •                 |

### Gruppe E

#### Tabelle
| Pl.             | Verein                 | Sp. | S  | U | N  | Tore    | Diff. | Punkte | Anm. |
| --------------- | ---------------------- | --- | -- | - | -- | ------- | ----- | ------ | ---- |
| 1.              | VfL Bochum             | 14  | 11 | 3 | 0  | 047:170 | +30   | 36     | A    |
| 2.              | Werder Bremen          | 14  | 9  | 3 | 2  | 042:230 | +19   | 30     | A    |
| 3.              | Hannover 96            | 14  | 7  | 1 | 6  | 039:230 | +16   | 22     | A    |
| 4.              | SC Paderborn 07        | 14  | 6  | 3 | 5  | 028:200 | +8    | 21     | B    |
| 5.              | Arminia Bielefeld      | 14  | 5  | 2 | 7  | 023:270 | −4    | 17     | B    |
| 6.              | VfL Osnabrück          | 14  | 4  | 2 | 8  | 014:280 | −14   | 14     | B    |
| 7.              | Eintracht Braunschweig | 14  | 3  | 3 | 8  | 025:390 | −14   | 12     | B    |
| 8.              | FC Rot-Weiß Erfurt     | 14  | 2  | 1 | 11 | 007:480 | −41   | 07     | B    |
| Stand: Endstand |                        |     |    |   |    |         |       |        |      |

#### Kreuztabelle
| Stand: Endstand        | Arminia Bielefeld | Eintracht Braunschweig | Werder Bremen | VfL Bochum | FC Rot-Weiß Erfurt | Hannover 96 | VfL Osnabrück | SC Paderborn 07 |
| ---------------------- | ----------------- | ---------------------- | ------------- | ---------- | ------------------ | ----------- | ------------- | --------------- |
| Arminia Bielefeld      | •                 | 0:2                    | 1:2           | 1:1        | 1:0                | 1:2         | 5:0           | 5:2             |
| Eintracht Braunschweig | 2:3               | •                      | 3:3           | 3:4        | 1:2                | 2:1         | 1:3           | 0:4             |
| Werder Bremen          | 6:2               | 6:3                    | •             | 1:3        | 3:0                | 3:2         | 3:1           | 1:2             |
| VfL Bochum             | 1:0               | 5:2                    | 3:3           | •          | 9:0                | 2:1         | 2:2           | 3:1             |
| FC Rot-Weiß Erfurt     | 0:3               | 2:2                    | 0:5           | 1:5        | •                  | 1:8         | 0:4           | 0:5             |
| Hannover 96            | 6:1               | 4:1                    | 2:4           | 2:5        | 1:0                | •           | 5:0           | 1:2             |
| VfL Osnabrück          | 3:0               | 0:1                    | 0:1           | 0:2        | 1:0                | 0:0         | •             | 0:5             |
| SC Paderborn 07        | 0:0               | 2:2                    | 1:1           | 0:2        | 0:1                | 1:4         | 3:0           | •               |

### Gruppe F

#### Tabelle
| Pl.             | Verein                   | Sp. | S  | U | N  | Tore    | Diff. | Punkte | Anm. |
| --------------- | ------------------------ | --- | -- | - | -- | ------- | ----- | ------ | ---- |
| 1.              | Borussia Mönchengladbach | 14  | 12 | 2 | 0  | 046:900 | +37   | 38     | A    |
| 2.              | Bayer 04 Leverkusen      | 14  | 8  | 4 | 2  | 033:200 | +13   | 28     | A    |
| 3.              | 1. FC Köln               | 14  | 8  | 1 | 5  | 027:160 | +11   | 25     | A    |
| 4.              | 1. FC Kaiserslautern     | 14  | 8  | 0 | 6  | 029:230 | +6    | 24     | B    |
| 5.              | FC Viktoria Köln         | 14  | 5  | 3 | 6  | 023:230 | ±0    | 18     | B    |
| 6.              | Alemannia Aachen         | 14  | 2  | 4 | 8  | 010:300 | −20   | 10     | B    |
| 7.              | FC Hennef 05             | 14  | 2  | 3 | 9  | 017:420 | −25   | 09     | B    |
| 8.              | SV Wehen Wiesbaden       | 14  | 2  | 1 | 11 | 018:400 | −22   | 07     | B    |
| Stand: Endstand |                          |     |    |   |    |         |       |        |      |

#### Kreuztabelle
| Stand: Endstand          | Alemannia Aachen | FC Hennef 05 | 1. FC Kaiserslautern | 1. FC Köln | FC Viktoria Köln | Bayer 04 Leverkusen | Borussia Mönchengladbach | SV Wehen Wiesbaden |
| ------------------------ | ---------------- | ------------ | -------------------- | ---------- | ---------------- | ------------------- | ------------------------ | ------------------ |
| Alemannia Aachen         | •                | 1:1          | 0:1                  | 0:2        | 1:1              | 0:3                 | 0:4                      | 2:1                |
| FC Hennef 05             | 1:2              | •            | 3:4                  | 1:3        | 1:1              | 1:1                 | 0:7                      | 3:2                |
| 1. FC Kaiserslautern     | 2:0              | 4:0          | •                    | 0:2        | 2:0              | 1:3                 | 0:2                      | 4:0                |
| 1. FC Köln               | 2:2              | 4:0          | 4:0                  | •          | 2:0              | 0:2                 | 0:1                      | 3:1                |
| FC Viktoria Köln         | 0:0              | 5:0          | 1:3                  | 2:1        | •                | 3:1                 | 2:3                      | 3:1                |
| Bayer 04 Leverkusen      | 5:2              | 2:1          | 4:3                  | 4:2        | 3:1              | •                   | 1:1                      | 1:1                |
| Borussia Mönchengladbach | 4:0              | 4:2          | 3:2                  | 3:1        | 3:1              | 0:0                 | •                        | 9:0                |
| SV Wehen Wiesbaden       | 3:0              | 2:3          | 1:3                  | 0:1        | 2:3              | 4:3                 | 0:2                      | •                  |

### Gruppe G

#### Tabelle
| Pl.             | Verein               | Sp. | S  | U | N  | Tore    | Diff. | Punkte | Anm. |
| --------------- | -------------------- | --- | -- | - | -- | ------- | ----- | ------ | ---- |
| 1.              | FC Bayern München    | 14  | 12 | 2 | 0  | 049:180 | +31   | 38     | A    |
| 2.              | SpVgg Unterhaching   | 14  | 9  | 0 | 5  | 031:210 | +10   | 27     | A    |
| 3.              | TSV 1860 München     | 14  | 7  | 2 | 5  | 035:290 | +6    | 23     | A    |
| 4.              | FC Ingolstadt 04     | 14  | 7  | 0 | 7  | 027:260 | +1    | 21     | B    |
| 5.              | FC Augsburg          | 14  | 5  | 4 | 5  | 031:280 | +3    | 19     | B    |
| 6.              | SSV Ulm 1846         | 14  | 5  | 3 | 6  | 031:340 | −3    | 18     | B    |
| 7.              | SpVgg Greuther Fürth | 14  | 3  | 2 | 9  | 023:450 | −22   | 11     | B    |
| 8.              | SSV Jahn Regensburg  | 14  | 1  | 1 | 12 | 014:400 | −26   | 04     | B    |
| Stand: Endstand |                      |     |    |   |    |         |       |        |      |

#### Kreuztabelle
| Stand: Endstand      | FC Augsburg | SpVgg Greuther Fürth | FC Ingolstadt 04 | TSV 1860 München | FC Bayern München | SSV Jahn Regensburg | SSV Ulm 1846 | SpVgg Unterhaching |
| -------------------- | ----------- | -------------------- | ---------------- | ---------------- | ----------------- | ------------------- | ------------ | ------------------ |
| FC Augsburg          | •           | 3:3                  | 2:3              | 2:2              | 2:3               | 5:1                 | 3:1          | 1:2                |
| SpVgg Greuther Fürth | 0:1         | •                    | 0:2              | 1:2              | 0:8               | 2:0                 | 0:5          | 2:4                |
| FC Ingolstadt 04     | 2:4         | 5:0                  | •                | 1:2              | 0:6               | 1:0                 | 1:2          | 2:3                |
| TSV 1860 München     | 3:2         | 5:4                  | 4:0              | •                | 2:3               | 4:1                 | 6:1          | 0:2                |
| FC Bayern München    | 4:1         | 5:2                  | 2:1              | 2:2              | •                 | 2:1                 | 4:2          | 4:2                |
| SSV Jahn Regensburg  | 2:2         | 2:5                  | 0:3              | 3:1              | 1:2               | •                   | 1:4          | 0:3                |
| SSV Ulm 1846         | 2:2         | 2:2                  | 0:3              | 4:2              | 2:2               | 3:1                 | •            | 3:4                |
| SpVgg Unterhaching   | 0:1         | 1:2                  | 1:3              | 3:0              | 0:2               | 3:1                 | 3:0          | •                  |

### Gruppe H

#### Tabelle
| Pl.             | Verein             | Sp. | S | U | N | Tore    | Diff. | Punkte | Anm. |
| --------------- | ------------------ | --- | - | - | - | ------- | ----- | ------ | ---- |
| 1.              | Chemnitzer FC      | 14  | 7 | 3 | 4 | 024:210 | +3    | 24     | A    |
| 2.              | Hertha BSC         | 14  | 6 | 5 | 3 | 032:290 | +3    | 23     | A    |
| 3.              | RB Leipzig         | 14  | 6 | 4 | 4 | 023:140 | +9    | 22     | A    |
| 4.              | Energie Cottbus    | 14  | 5 | 5 | 4 | 017:210 | −4    | 20     | B    |
| 5.              | FC Erzgebirge Aue  | 14  | 5 | 2 | 7 | 026:280 | −2    | 17     | B    |
| 6.              | Hallescher FC      | 14  | 5 | 2 | 7 | 020:300 | −10   | 17     | B    |
| 7.              | FC Carl Zeiss Jena | 14  | 4 | 3 | 7 | 025:220 | +3    | 15     | B    |
| 8.              | Dynamo Dresden     | 14  | 3 | 6 | 5 | 023:250 | −2    | 15     | B    |
| Stand: Endstand |                    |     |   |   |   |         |       |        |      |

#### Kreuztabelle
| Stand: Endstand    | FC Erzgebirge Aue | Hertha BSC | Chemnitzer FC | Energie Cottbus | Dynamo Dresden | Hallescher FC | FC Carl Zeiss Jena | RB Leipzig |
| ------------------ | ----------------- | ---------- | ------------- | --------------- | -------------- | ------------- | ------------------ | ---------- |
| FC Erzgebirge Aue  | •                 | 6:1        | 1:2           | 0:2             | 4:2            | 0:1           | 2:1                | 0:2        |
| Hertha BSC         | 2:3               | •          | 2:3           | 2:2             | 2:2            | 5:1           | 1:1                | 2:1        |
| Chemnitzer FC      | 2:4               | 2:2        | •             | 1:4             | 3:0            | 3:0           | 0:0                | 1:0        |
| Energie Cottbus    | 2:1               | 1:1        | 0:2           | •               | 1:1            | 3:2           | 0:2                | 1:1        |
| Dynamo Dresden     | 4:1               | 2:3        | 1:1           | 0:0             | •              | 1:1           | 3:0                | 1:2        |
| Hallescher FC      | 2:2               | 2:3        | 2:1           | 0:1             | 2:4            | •             | 3:2                | 2:1        |
| FC Carl Zeiss Jena | 4:1               | 1:3        | 0:3           | 7:0             | 4:1            | 1:2           | •                  | 2:2        |
| RB Leipzig         | 1:1               | 2:3        | 5:0           | 1:0             | 1:1            | 3:0           | 1:0                | •          |

### Torschützenliste
| Pl.             | Spieler             | Mannschaft          | Tore |
| --------------- | ------------------- | ------------------- | ---- |
| 1.              | Zaid Tchibara       | FC Schalke 04       | 17   |
| 1.              | Marlon Faß          | TSG 1899 Hoffenheim | 17   |
| 3.              | Iaia Manco Danfa    | Berliner AK 07      | 16   |
| 4.              | Luis Pick           | VfL Bochum          | 15   |
| 5.              | Magnus Baars        | 1. FC Magdeburg     | 13   |
| 6.              | Jykese Fields       | TSG 1899 Hoffenheim | 11   |
| 6.              | Joonas Frenzel      | 1. FC Magdeburg     | 11   |
| 6.              | Luca Schulten       | SC Freiburg         | 11   |
| 6.              | Daryl Tschoumy Nana | VfL Bochum          | 11   |
| Stand: Endstand |                     |                     |      |

## Hauptrunde
| Zum Hauptrundenende: |                                                   |
| Achtelfinale         | Qualifikation für das Achtelfinale der Finalrunde |

### Liga A

#### Gruppe A

##### Tabelle
| Pl.             | Verein            | Sp. | S | U | N | Tore    | Diff. | Punkte | Anm.         |
| --------------- | ----------------- | --- | - | - | - | ------- | ----- | ------ | ------------ |
| 1.              | FC Schalke 04     | 10  | 7 | 0 | 3 | 014:500 | +9    | 21     | Achtelfinale |
| 2.              | FC Bayern München | 10  | 6 | 0 | 4 | 021:130 | +8    | 18     | Achtelfinale |
| 3.              | Werder Bremen     | 10  | 6 | 0 | 4 | 016:120 | +4    | 18     | Achtelfinale |
| 4.              | 1. FC Köln        | 10  | 4 | 2 | 4 | 014:160 | −2    | 14     | Achtelfinale |
| 5.              | 1. FC Heidenheim  | 10  | 3 | 1 | 6 | 014:190 | −5    | 10     |              |
| 6.              | Chemnitzer FC     | 10  | 2 | 1 | 7 | 013:270 | −14   | 07     |              |
| Stand: Endstand |                   |     |   |   |   |         |       |        |              |

##### Kreuztabelle
| Stand: Endstand   | Chemnitzer FC | 1. FC Heidenheim | 1. FC Köln | FC Bayern München | FC Schalke 04 | Werder Bremen |
| ----------------- | ------------- | ---------------- | ---------- | ----------------- | ------------- | ------------- |
| Chemnitzer FC     | •             | 2:1              | 2:2        | 1:3               | 0:2           | 1:2           |
| 1. FC Heidenheim  | 5:2           | •                | 1:1        | 3:2               | 0:1           | 0:3           |
| 1. FC Köln        | 5:2           | 1:0              | •          | 1:4               | 1:3           | 0:1           |
| FC Bayern München | 4:0           | 3:1              | 0:2        | •                 | 1:0           | 2:0           |
| FC Schalke 04     | 1:0           | 0:2              | 3:0        | 2:0               | •             | 0:1           |
| Werder Bremen     | 2:3           | 4:1              | 0:1        | 3:2               | 0:2           | •             |

#### Gruppe B

##### Tabelle
| Pl.             | Verein                   | Sp. | S | U | N | Tore    | Diff. | Punkte | Anm.         |
| --------------- | ------------------------ | --- | - | - | - | ------- | ----- | ------ | ------------ |
| 1.              | VfB Stuttgart            | 10  | 6 | 1 | 3 | 025:150 | +10   | 19     | Achtelfinale |
| 2.              | Borussia Mönchengladbach | 10  | 4 | 3 | 3 | 017:120 | +5    | 15     | Achtelfinale |
| 3.              | VfL Wolfsburg            | 10  | 4 | 2 | 4 | 015:140 | +1    | 14     | Achtelfinale |
| 4.              | Fortuna Düsseldorf       | 10  | 3 | 4 | 3 | 015:110 | +4    | 13     | Achtelfinale |
| 5.              | TSV 1860 München         | 10  | 3 | 3 | 4 | 014:180 | −4    | 12     |              |
| 6.              | Hertha BSC               | 10  | 2 | 3 | 5 | 010:260 | −16   | 09     |              |
| Stand: Endstand |                          |     |   |   |   |         |       |        |              |

##### Kreuztabelle
| Stand: Endstand          | Hertha BSC | Fortuna Düsseldorf | Borussia Mönchengladbach | TSV 1860 München | VfB Stuttgart | VfL Wolfsburg |
| ------------------------ | ---------- | ------------------ | ------------------------ | ---------------- | ------------- | ------------- |
| Hertha BSC               | •          | 1:0                | 0:3                      | 2:1              | 2:3           | 1:5           |
| Fortuna Düsseldorf       | 0:0        | •                  | 1:1                      | 1:3              | 2:1           | 5:1           |
| Borussia Mönchengladbach | 6:1        | 1:1                | •                        | 1:1              | 0:3           | 0:1           |
| TSV 1860 München         | 2:2        | 0:3                | 1:2                      | •                | 2:1           | 1:0           |
| VfB Stuttgart            | 6:1        | 3:2                | 1:2                      | 2:2              | •             | 2:0           |
| VfL Wolfsburg            | 0:0        | 0:0                | 2:1                      | 4:1              | 2:3           | •             |

#### Gruppe C

##### Tabelle
| Pl.             | Verein              | Sp. | S | U | N | Tore    | Diff. | Punkte | Anm.         |
| --------------- | ------------------- | --- | - | - | - | ------- | ----- | ------ | ------------ |
| 1.              | Bayer 04 Leverkusen | 10  | 7 | 2 | 1 | 021:110 | +10   | 23     | Achtelfinale |
| 2.              | VfL Bochum          | 10  | 7 | 0 | 3 | 030:160 | +14   | 21     | Achtelfinale |
| 3.              | Eintracht Frankfurt | 10  | 4 | 2 | 4 | 020:130 | +7    | 14     | Achtelfinale |
| 4.              | Hamburger SV        | 10  | 3 | 2 | 5 | 014:210 | −7    | 11     | Achtelfinale |
| 5.              | Hannover 96         | 10  | 3 | 1 | 6 | 018:230 | −5    | 10     |              |
| 6.              | TSG 1899 Hoffenheim | 10  | 2 | 1 | 7 | 017:360 | −19   | 07     |              |
| Stand: Endstand |                     |     |   |   |   |         |       |        |              |

##### Kreuztabelle
| Stand: Endstand     | VfL Bochum | Eintracht Frankfurt | Hamburger SV | Hannover 96 | TSG 1899 Hoffenheim | Bayer 04 Leverkusen |
| ------------------- | ---------- | ------------------- | ------------ | ----------- | ------------------- | ------------------- |
| VfL Bochum          | •          | 2:1                 | 2:1          | 3:1         | 6:3                 | 4:1                 |
| Eintracht Frankfurt | 2:0        | •                   | 2:0          | 3:1         | 8:2                 | 1:1                 |
| Hamburger SV        | 3:2        | 1:1                 | •            | 2:1         | 3:1                 | 1:3                 |
| Hannover 96         | 0:5        | 1:0                 | 7:2          | •           | 1:2                 | 1:2                 |
| TSG 1899 Hoffenheim | 2:5        | 2:1                 | 1:1          | 3:4         | •                   | 1:3                 |
| Bayer 04 Leverkusen | 2:1        | 3:1                 | 1:0          | 1:1         | 4:0                 | •                   |

#### Gruppe D

##### Tabelle
| Pl.             | Verein             | Sp. | S | U | N | Tore    | Diff. | Punkte | Anm.         |
| --------------- | ------------------ | --- | - | - | - | ------- | ----- | ------ | ------------ |
| 1.              | Karlsruher SC      | 10  | 7 | 1 | 2 | 020:700 | +13   | 22     | Achtelfinale |
| 2.              | RB Leipzig         | 10  | 6 | 1 | 3 | 021:140 | +7    | 19     | Achtelfinale |
| 3.              | Borussia Dortmund  | 10  | 5 | 1 | 4 | 018:150 | +3    | 16     | Achtelfinale |
| 4.              | 1. FSV Mainz 05    | 10  | 4 | 2 | 4 | 017:180 | −1    | 14     | Achtelfinale |
| 5.              | SpVgg Unterhaching | 10  | 3 | 0 | 7 | 010:180 | −8    | 09     |              |
| 6.              | 1. FC Union Berlin | 10  | 2 | 1 | 7 | 013:270 | −14   | 07     |              |
| Stand: Endstand |                    |     |   |   |   |         |       |        |              |

##### Kreuztabelle
| Stand: Endstand    | 1. FC Union Berlin | Borussia Dortmund | Karlsruher SC | RB Leipzig | 1. FSV Mainz 05 | SpVgg Unterhaching |
| ------------------ | ------------------ | ----------------- | ------------- | ---------- | --------------- | ------------------ |
| 1. FC Union Berlin | •                  | 2:4               | 1:3           | 0:2        | 2:4             | 2:1                |
| Borussia Dortmund  | 2:0                | •                 | 1:0           | 4:1        | 5:1             | 0:2                |
| Karlsruher SC      | 4:1                | 4:1               | •             | 2:0        | 1:1             | 4:0                |
| RB Leipzig         | 1:1                | 2:1               | 0:1           | •          | 3:1             | 1:0                |
| 1. FSV Mainz 05    | 5:1                | 0:0               | 2:0           | 2:5        | •               | 1:0                |
| SpVgg Unterhaching | 1:3                | 3:0               | 0:1           | 2:6        | 1:0             | •                  |

#### Torschützenliste
Die Tore aus der Vorrunde wurden nicht mit übernommen.
| Pl.             | Spieler             | Mannschaft          | Tore |
| --------------- | ------------------- | ------------------- | ---- |
| 1.              | Artem Stepanow      | Bayer 04 Leverkusen | 100  |
| 2.              | Nick Cherny         | Borussia Dortmund   | 7    |
| 3.              | Karim Affo          | Fortuna Düsseldorf  | 6    |
| 3.              | Robert Ramšak       | RB Leipzig          | 6    |
| 3.              | Alexander Staff     | Eintracht Frankfurt | 6    |
| 6.              | Wesley Adeh         | Werder Bremen       | 5    |
| 6.              | Lirim Jashari       | VfL Bochum          | 5    |
| 6.              | Owono-Darnell Keumo | VfL Bochum          | 5    |
| 6.              | Luca Löwelt         | Chemnitzer FC       | 5    |
| 6.              | Luis Pick           | VfL Bochum          | 5    |
| 6.              | Niklas Tuppeck      | Hamburger SV        | 5    |
| Stand: Endstand |                     |                     |      |

### Liga B
| Zum Saisonbeginn 2024/25: |                                                   |
| (AN)                      | Amateurverein ohne Nachwuchsleistungszentrum      |
| Zum Hauptrundenende:      |                                                   |
| 2025/26                   | Qualifikation für die Vorrunde der Saison 2025/26 |
| ▼                         | Abstieg in die jeweilige untergeordnete Liga      |

#### Gruppe A

##### Tabelle
| Pl.             | Verein                     | Sp. | S | U | N | Tore    | Diff. | Punkte | Anm.    |
| --------------- | -------------------------- | --- | - | - | - | ------- | ----- | ------ | ------- |
| 1.              | Blumenthaler SV (AN)       | 12  | 7 | 4 | 1 | 020:110 | +9    | 25     | 2025/26 |
| 2.              | Berliner AK 07 (AN)        | 12  | 7 | 1 | 4 | 033:210 | +12   | 22     | 2025/26 |
| 3.              | Eintracht Braunschweig     | 12  | 5 | 4 | 3 | 032:280 | +4    | 19     | 2025/26 |
| 4.              | SV Meppen                  | 12  | 5 | 2 | 5 | 020:250 | −5    | 17     | 2025/26 |
| 5.              | Hansa Rostock              | 12  | 5 | 1 | 6 | 029:240 | +5    | 16     | 2025/26 |
| 6.              | Eintracht Norderstedt (AN) | 12  | 3 | 1 | 8 | 024:400 | −16   | 10     | ▼       |
| 7.              | Holstein Kiel              | 12  | 2 | 1 | 9 | 014:270 | −13   | 07     | 2025/26 |
| Stand: Endstand |                            |     |   |   |   |         |       |        |         |

##### Kreuztabelle
| Stand: Endstand        | Berliner AK 07 | Blumenthaler SV | Eintracht Braunschweig | Holstein Kiel | SV Meppen | Eintracht Norderstedt | Hansa Rostock |
| ---------------------- | -------------- | --------------- | ---------------------- | ------------- | --------- | --------------------- | ------------- |
| Berliner AK 07         | •              | 1:1             | 5:1                    | 2:0           | 5:2       | 4:0                   | 1:4           |
| Blumenthaler SV        | 2:1            | •               | 2:2                    | 3:2           | 0:0       | 2:3                   | 2:1           |
| Eintracht Braunschweig | 6:4            | 1:3             | •                      | 2:2           | 4:1       | 6:2                   | 2:4           |
| Holstein Kiel          | 1:5            | 0:1             | 1:2                    | •             | 0:2       | 3:1                   | 1:3           |
| SV Meppen              | 2:0            | 0:2             | 0:0                    | 2:0           | •         | 1:2                   | 2:6           |
| Eintracht Norderstedt  | 2:4            | 0:0             | 3:5                    | 2:4           | 3:4       | •                     | 3:2           |
| Hansa Rostock          | 0:1            | 0:2             | 1:1                    | – 10          | 3:4       | 5:3                   | •             |

#### Gruppe B

##### Tabelle
| Pl.             | Verein                       | Sp. | S | U | N | Tore    | Diff. | Punkte | Anm.    |
| --------------- | ---------------------------- | --- | - | - | - | ------- | ----- | ------ | ------- |
| 1.              | Dynamo Dresden               | 12  | 8 | 3 | 1 | 042:140 | +28   | 27     | 2025/26 |
| 2.              | 1. FC Magdeburg              | 12  | 7 | 4 | 1 | 047:260 | +21   | 25     | 2025/26 |
| 3.              | FC Viktoria 1889 Berlin (AN) | 12  | 5 | 1 | 6 | 021:240 | −3    | 16     | 2025/26 |
| 4.              | Hallescher FC                | 12  | 5 | 1 | 6 | 022:280 | −6    | 16     | 2025/26 |
| 5.              | Energie Cottbus              | 12  | 4 | 3 | 5 | 016:240 | −8    | 15     | 2025/26 |
| 6.              | SV Babelsberg 03 (AN)        | 12  | 3 | 3 | 6 | 021:250 | −4    | 12     | ▼       |
| 7.              | FC Rot-Weiß Erfurt           | 12  | 0 | 5 | 7 | 012:400 | −28   | 05     | 2025/26 |
| Stand: Endstand |                              |     |   |   |   |         |       |        |         |

##### Kreuztabelle
| Stand: Endstand         | SV Babelsberg 03 | FC Viktoria 1889 Berlin | Energie Cottbus | Dynamo Dresden | FC Rot-Weiß Erfurt | Hallescher FC | 1. FC Magdeburg |
| ----------------------- | ---------------- | ----------------------- | --------------- | -------------- | ------------------ | ------------- | --------------- |
| SV Babelsberg 03        | •                | 0:0                     | 0:1             | 2:3            | 3:1                | 2:1           | 2:2             |
| FC Viktoria 1889 Berlin | 0:0              | •                       | 3:1             | 0:4            | 2:0                | 2:3           | 1:5             |
| Energie Cottbus         | 3:0              | 0:4                     | •               | 0:0            | 2:2                | 0:1           | 2:2             |
| Dynamo Dresden          | 5:2              | 3:1                     | 8:0             | •              | 6:1                | 4:0           | 4:2             |
| FC Rot-Weiß Erfurt      | 1:1              | 0:2                     | 0:5             | 1:1            | •                  | 0:0           | 1:10            |
| Hallescher FC           | 0:5              | 4:2                     | 1:2             | 2:1            | 5:2                | •             | 3:5             |
| 1. FC Magdeburg         | 6:3              | 3:2                     | 3:0             | 3:3            | 3:3                | 3:2           | •               |

#### Gruppe C

##### Tabelle
| Pl.             | Verein                    | Sp. | S | U | N | Tore    | Diff. | Punkte | Anm.    |
| --------------- | ------------------------- | --- | - | - | - | ------- | ----- | ------ | ------- |
| 1.              | FC Carl Zeiss Jena        | 12  | 8 | 1 | 3 | 035:240 | +11   | 25     | 2025/26 |
| 2.              | 1. FC Nürnberg            | 12  | 7 | 3 | 2 | 035:190 | +16   | 24     | 2025/26 |
| 3.              | FC Ingolstadt 04          | 11  | 7 | 1 | 3 | 032:200 | +12   | 22     | 2025/26 |
| 4.              | FC Erzgebirge Aue         | 12  | 5 | 3 | 4 | 023:200 | +3    | 18     | 2025/26 |
| 5.              | Rot-Weiß Walldorf (AN)    | 12  | 4 | 1 | 7 | 021:350 | −14   | 13     | ▼       |
| 6.              | SSV Jahn Regensburg       | 12  | 3 | 0 | 9 | 023:340 | −11   | 09     | 2025/26 |
| 7.              | 1. FC Schweinfurt 05 (AN) | 11  | 2 | 1 | 8 | 017:340 | −17   | 07     | ▼       |
| Stand: Endstand |                           |     |   |   |   |         |       |        |         |

##### Kreuztabelle
| Stand: Endstand      | FC Erzgebirge Aue | FC Ingolstadt 04 | FC Carl Zeiss Jena | 1. FC Nürnberg | SSV Jahn Regensburg | 1. FC Schweinfurt 05 | Rot-Weiß Walldorf |
| -------------------- | ----------------- | ---------------- | ------------------ | -------------- | ------------------- | -------------------- | ----------------- |
| FC Erzgebirge Aue    | •                 | 3:3              | 2:3                | 2:2            | 3:0                 | 3:0                  | 3:1               |
| FC Ingolstadt 04     | 4:0               | •                | 2:1                | 2:1            | 6:2                 | 4:1                  | 4:2               |
| FC Carl Zeiss Jena   | 2:0               | 3:2              | •                  | 2:2            | 4:2                 | 5:3                  | 3:0               |
| 1. FC Nürnberg       | 1:2               | 3:1              | 5:2                | •              | 1:0                 | 3:0                  | 6:2               |
| SSV Jahn Regensburg  | 0:2               | 1:2              | 2:4                | 3:5            | •                   | 4:2                  | 5:0               |
| 1. FC Schweinfurt 05 | 1:1               | :                | 3:2                | 2:5            | 1:3                 | •                    | 1:3               |
| Rot-Weiß Walldorf    | 3:2               | 3:2              | 1:4                | 1:1            | 4:1                 | 1:3                  | •                 |

#### Gruppe D

##### Tabelle
| Pl.             | Verein                   | Sp. | S  | U | N  | Tore    | Diff. | Punkte | Anm.    |
| --------------- | ------------------------ | --- | -- | - | -- | ------- | ----- | ------ | ------- |
| 1.              | 1. FC Kaiserslautern     | 14  | 10 | 2 | 2  | 041:160 | +25   | 32     | 2025/26 |
| 2.              | Stuttgarter Kickers      | 14  | 7  | 5 | 2  | 031:160 | +15   | 26     | 2025/26 |
| 3.              | SV Wehen Wiesbaden       | 14  | 7  | 4 | 3  | 032:210 | +11   | 25     | 2025/26 |
| 4.              | TSV Schott Mainz (AN)    | 14  | 6  | 2 | 6  | 025:370 | −12   | 20     | 2025/26 |
| 5.              | Sportfreunde Siegen (AN) | 14  | 6  | 1 | 7  | 029:420 | −13   | 19     | ▼       |
| 6.              | SpVgg Greuther Fürth     | 14  | 5  | 2 | 7  | 027:310 | −4    | 17     | 2025/26 |
| 7.              | Kickers Offenbach        | 14  | 3  | 1 | 10 | 023:340 | −11   | 10     | 2025/26 |
| 8.              | SV Elversberg            | 14  | 2  | 3 | 9  | 015:260 | −11   | 09     | 2025/26 |
| Stand: Endstand |                          |     |    |   |    |         |       |        |         |

##### Kreuztabelle
| Stand: Endstand      | SV Elversberg | SpVgg Greuther Fürth | 1. FC Kaiserslautern | TSV Schott Mainz | Kickers Offenbach | Sportfreunde Siegen | Stuttgarter Kickers | SV Wehen Wiesbaden |
| -------------------- | ------------- | -------------------- | -------------------- | ---------------- | ----------------- | ------------------- | ------------------- | ------------------ |
| SV Elversberg        | •             | 1:2                  | 0:1                  | 1:4              | 2:4               | 1:3                 | 1:1                 | 2:3                |
| SpVgg Greuther Fürth | 2:1           | •                    | 1:4                  | 8:1              | 0:2               | 4:1                 | 0:2                 | 2:2                |
| 1. FC Kaiserslautern | 2:1           | 5:2                  | •                    | 2:3              | 3:0               | 8:1                 | 3:1                 | 2:2                |
| TSV Schott Mainz     | 0:0           | 2:1                  | 1:3                  | •                | 3:2               | 4:3                 | 0:4                 | 0:4                |
| Kickers Offenbach    | 1:2           | 0:2                  | 0:2                  | 2:3              | •                 | 7:3                 | 2:2                 | 1:2                |
| Sportfreunde Siegen  | 2:1           | 3:1                  | 0:3                  | 1:0              | 4:2               | •                   | 4:4                 | 1:2                |
| Stuttgarter Kickers  | 1:1           | 2:2                  | 1:0                  | 3:1              | 3:0               | 4:0                 | •                   | 0:1                |
| SV Wehen Wiesbaden   | 0:1           | 5:0                  | 3:3                  | 3:3              | 3:0               | 1:3                 | 1:3                 | •                  |

#### Gruppe E

##### Tabelle
| Pl.             | Verein                 | Sp. | S | U | N | Tore    | Diff. | Punkte | Anm.    |
| --------------- | ---------------------- | --- | - | - | - | ------- | ----- | ------ | ------- |
| 1.              | FC Augsburg            | 12  | 8 | 1 | 3 | 043:180 | +25   | 25     | 2025/26 |
| 2.              | SC Freiburg            | 12  | 8 | 1 | 3 | 029:140 | +15   | 25     | 2025/26 |
| 3.              | SV Darmstadt 98        | 12  | 6 | 2 | 4 | 023:210 | +2    | 20     | 2025/26 |
| 4.              | SV Sandhausen          | 12  | 5 | 3 | 4 | 029:210 | +8    | 18     | 2025/26 |
| 5.              | SSV Reutlingen 05 (AN) | 12  | 4 | 4 | 4 | 019:210 | −2    | 16     | ▼       |
| 6.              | SSV Ulm 1846           | 12  | 3 | 0 | 9 | 016:390 | −23   | 09     | 2025/26 |
| 7.              | SV Gonsenheim (AN)     | 12  | 1 | 3 | 8 | 015:400 | −25   | 06     | ▼       |
| Stand: Endstand |                        |     |   |   |   |         |       |        |         |

##### Kreuztabelle
| Stand: Endstand   | FC Augsburg | SV Darmstadt 98 | SC Freiburg | SV Gonsenheim | SSV Reutlingen 05 | SV Sandhausen | SSV Ulm 1846 |
| ----------------- | ----------- | --------------- | ----------- | ------------- | ----------------- | ------------- | ------------ |
| FC Augsburg       | •           | 3:4             | 4:2         | 9:2           | 1:1               | 3:1           | 7:2          |
| SV Darmstadt 98   | 1:4         | •               | 2:1         | 4:3           | 0:1               | 1:3           | 4:1          |
| SC Freiburg       | 2:1         | 1:2             | •           | 5:0           | 3:0               | 3:1           | 5:0          |
| SV Gonsenheim     | 0:6         | 0:0             | 0:1         | •             | 1:1               | 2:4           | 1:3          |
| SSV Reutlingen 05 | 2:1         | 1:3             | 2:3         | 2:2           | •                 | 2:2           | 3:1          |
| SV Sandhausen     | 0:1         | 1:1             | 2:2         | 4:0           | 3:2               | •             | 5:0          |
| SSV Ulm 1846      | 1:3         | 2:1             | 0:1         | 1:4           | 1:2               | 4:3           | •            |

#### Gruppe F

##### Tabelle
| Pl.             | Verein                | Sp. | S  | U | N | Tore    | Diff. | Punkte | Anm.    |
| --------------- | --------------------- | --- | -- | - | - | ------- | ----- | ------ | ------- |
| 1.              | FSV Frankfurt         | 14  | 10 | 2 | 2 | 034:190 | +15   | 32     | 2025/26 |
| 2.              | Arminia Bielefeld     | 14  | 9  | 2 | 3 | 041:190 | +22   | 29     | 2025/26 |
| 3.              | Alemannia Aachen (AN) | 13  | 7  | 3 | 3 | 029:190 | +10   | 24     | 2025/26 |
| 4.              | FC Viktoria Köln      | 14  | 8  | 3 | 3 | 037:260 | +11   | 27     | 2025/26 |
| 5.              | Preußen Münster       | 13  | 4  | 1 | 8 | 021:290 | −8    | 13     | 2025/26 |
| 6.              | TSV Meerbusch (AN)    | 14  | 2  | 4 | 8 | 017:320 | −15   | 10     | ▼       |
| 7.              | 1. FC Saarbrücken     | 14  | 2  | 4 | 8 | 018:350 | −17   | 10     | 2025/26 |
| 8.              | TuS Königsdorf (AN)   | 14  | 2  | 3 | 9 | 019:370 | −18   | 09     | ▼       |
| Stand: Endstand |                       |     |    |   |   |         |       |        |         |

##### Kreuztabelle
| Stand: Endstand   | Alemannia Aachen | Arminia Bielefeld | FSV Frankfurt | FC Viktoria Köln | TuS Königsdorf | TSV Meerbusch | Preußen Münster | 1. FC Saarbrücken |
| ----------------- | ---------------- | ----------------- | ------------- | ---------------- | -------------- | ------------- | --------------- | ----------------- |
| Alemannia Aachen  | •                | 2:1               | 1:2           | 2:3              | 1:0            | 1:0           | :               | 3:0               |
| Arminia Bielefeld | 1:2              | •                 | 1:1           | 3:3              | 3:0            | 3:1           | 2:0             | 6:1               |
| FSV Frankfurt     | 3:3              | 3:0               | •             | 1:4              | 2:1            | 3:0           | 3:0             | 2:1               |
| FC Viktoria Köln  | 3:3              | 1:2               | 1:2           | •                | 5:2            | 2:1           | 3:1             | 0:0               |
| TuS Königsdorf    | 1:6              | 2:3               | 2:5           | 2:2              | •              | 3:1           | 4:3             | 0:0               |
| TSV Meerbusch     | 0:2              | 1:7               | 3:4           | 2:0              | 1:1            | •             | 1:1             | 2:2               |
| Preußen Münster   | 3:1              | 0:6               | 2:0           | 1:3              | 2:1            | 2:3           | •               | 1:2               |
| 1. FC Saarbrücken | 2:2              | 2:3               | 0:3           | 3:4              | 3:0            | 1:1           | 0:5             | •                 |

#### Gruppe G

##### Tabelle
| Pl.             | Verein                   | Sp. | S | U | N | Tore    | Diff. | Punkte | Anm.    |
| --------------- | ------------------------ | --- | - | - | - | ------- | ----- | ------ | ------- |
| 1.              | SC Paderborn 07          | 12  | 7 | 2 | 3 | 034:160 | +18   | 23     | 2025/26 |
| 2.              | Rot-Weiss Essen          | 12  | 5 | 3 | 4 | 023:160 | +7    | 18     | 2025/26 |
| 3.              | FC St. Pauli             | 12  | 5 | 3 | 4 | 020:190 | +1    | 18     | 2025/26 |
| 4.              | Rot-Weiß Oberhausen (AN) | 12  | 5 | 2 | 5 | 016:180 | −2    | 17     | 2025/26 |
| 5.              | MSV Duisburg             | 12  | 4 | 3 | 5 | 014:250 | −11   | 15     | 2025/26 |
| 6.              | FC Hennef 05 (AN)        | 12  | 3 | 4 | 5 | 017:250 | −8    | 13     | ▼       |
| 7.              | VfL Osnabrück            | 12  | 3 | 3 | 6 | 018:230 | −5    | 12     | 2025/26 |
| Stand: Endstand |                          |     |   |   |   |         |       |        |         |

##### Kreuztabelle
| Stand: Endstand     | MSV Duisburg | Rot-Weiss Essen | FC Hennef 05 | Rot-Weiß Oberhausen | VfL Osnabrück | SC Paderborn 07 | FC St. Pauli |
| ------------------- | ------------ | --------------- | ------------ | ------------------- | ------------- | --------------- | ------------ |
| MSV Duisburg        | •            | 2:0             | 1:1          | 0:1                 | 0:0           | 1:4             | 3:1          |
| Rot-Weiss Essen     | 4:0          | •               | 2:3          | 3:0                 | 3:0           | 4:3             | 0:0          |
| FC Hennef 05        | 0:1          | 0:0             | •            | 1:1                 | 2:3           | 1:1             | 3:2          |
| Rot-Weiß Oberhausen | 3:1          | 4:0             | 3:2          | •                   | 0:2           | 0:1             | 1:2          |
| VfL Osnabrück       | 1:1          | 1:2             | 1:3          | 1:2                 | •             | 6:4             | 0:1          |
| SC Paderborn 07     | 8:0          | 1:1             | 6:1          | 1:0                 | 2:0           | •               | 3:1          |
| FC St. Pauli        | 2:4          | 2:1             | 4:0          | 1:1                 | 3:3           | 1:0             | •            |

#### Torschützenliste
Die Tore aus der Vorrunde wurden nicht mit übernommen.
| Pl.             | Spieler         | Mannschaft         | Tore |
| --------------- | --------------- | ------------------ | ---- |
| 1.              | Dmytro Bohdanow | Dynamo Dresden     | 16   |
| 2.              | Iaia Danfa      | Berliner AK 07     | 15   |
| 3.              | Marvin Kadner   | 1. FC Magdeburg    | 14   |
| 4.              | Nasir Zaatan    | FSV Frankfurt      | 13   |
| 5.              | Jan Becker      | SV Wehen Wiesbaden | 12   |
| 5.              | Janes Pollmann  | Alemannia Aachen   | 12   |
| 7.              | Levin Chiumento | 1. FC Nürnberg     | 11   |
| 7.              | Mika Reifsteck  | SC Freiburg        | 11   |
| 9.              | Aymen Belachemi | SV Sandhausen      | 10   |
| 9.              | David Dreo      | FC Augsburg        | 10   |
| 9.              | Tom Keller      | FC Ingolstadt 04   | 10   |
| Stand: Endstand |                 |                    |      |

## Endrunde um die deutsche A-Junioren-Meisterschaft 2025

### Achtelfinale
Die jeweils vier besten Mannschaften der vier Gruppen der Liga A qualifizierten sich für das Achtelfinale der Endrunde um die deutsche Meisterschaft.
| Gruppe A          | Gruppe B                 | Gruppe C            | Gruppe D          |
| ----------------- | ------------------------ | ------------------- | ----------------- |
| FC Schalke 04     | VfB Stuttgart            | Bayer 04 Leverkusen | Karlsruher SC     |
| FC Bayern München | Borussia Mönchengladbach | VfL Bochum          | RB Leipzig        |
| Werder Bremen     | VfL Wolfsburg            | Eintracht Frankfurt | Borussia Dortmund |
| 1. FC Köln        | Fortuna Düsseldorf       | Hamburger SV        | 1. FSV Mainz 05   |

| Datum                     |                          | Ergebnis        |                     |
| ------------------------- | ------------------------ | --------------- | ------------------- |
| 26. April 2025, 11:00 Uhr | FC Bayern München        | 2:1             | VfL Wolfsburg       |
| 26. April 2025, 13:00 Uhr | VfL Bochum               | 0:3             | Borussia Dortmund   |
| 26. April 2025, 15:00 Uhr | VfB Stuttgart            | 3:4 n. V.       | 1. FC Köln          |
| 27. April 2025, 11:00 Uhr | Bayer 04 Leverkusen      | 2:1 n. V.       | 1. FSV Mainz 05     |
| 27. April 2025, 11:00 Uhr | FC Schalke 04            | 2:1 n. V.       | Fortuna Düsseldorf  |
| 27. April 2025, 11:00 Uhr | Borussia Mönchengladbach | 2:2 (4:5 i. E.) | Werder Bremen       |
| 27. April 2025, 12:00 Uhr | RB Leipzig               | 2:3             | Eintracht Frankfurt |
| 27. April 2025, 12:00 Uhr | Karlsruher SC            | 1:2 n. V.       | Hamburger SV        |

### Viertelfinale
| Datum                  |                   | Ergebnis        |                     |
| ---------------------- | ----------------- | --------------- | ------------------- |
| 4. Mai 2025, 11:00 Uhr | FC Schalke 04     | 0:0 (2:3 i. E.) | Bayer 04 Leverkusen |
| 4. Mai 2025, 11:00 Uhr | FC Bayern München | 4:2             | Borussia Dortmund   |
| 4. Mai 2025, 12:00 Uhr | Werder Bremen     | 2:2 (5:3 i. E.) | Eintracht Frankfurt |
| 4. Mai 2025, 13:00 Uhr | 1. FC Köln        | 3:2             | Hamburger SV        |

### Halbfinale
| Datum                   |                     | Ergebnis        |                   |
| ----------------------- | ------------------- | --------------- | ----------------- |
| 10. Mai 2025, 11:00 Uhr | Bayer 04 Leverkusen | 4:3 n. V.       | FC Bayern München |
| 11. Mai 2025, 11:00 Uhr | Werder Bremen       | 2:2 (1:3 i. E.) | 1. FC Köln        |

### Finale
| Bayer 04 Leverkusen                                | Bayer 04 Leverkusen | 1. FC Köln | 1. FC Köln |
| -------------------------------------------------- | --- | --- | ---------- |
| Bayer 04 Leverkusen                                | \| 18. Mai 2025 um 11:00 Uhr in Leverkusen (BayArena) \| \| Ergebnis: 4:5 (2:4) \| \| Zuschauer: 24.250 \| \| Schiedsrichter: Jan Kruse \| \| Spielbericht \| | \| 18. Mai 2025 um 11:00 Uhr in Leverkusen (BayArena) \| \| Ergebnis: 4:5 (2:4) \| \| Zuschauer: 24.250 \| \| Schiedsrichter: Jan Kruse \| \| Spielbericht \| | 1. FC Köln |
| Bayer 04 Leverkusen                                | Jesper Schlich – Othniel Raterink ( 86. Julien Kurowski), Bradley Ndi, Andrea Natali, Akim Kister ( 46. Ben Hawighorst) – Ferdinand Pohl ( 84. Ken Izekor), Jeremiah Mensah, Francis Onyeka – Montrell Culbreath, Artem Stepanow, Kerim Alajbegović Cheftrainer: Sergi Runge | Mikolaj Marutzki – San-Luca Spitali, Luis Stapelmann, Assad Kotya-Fofana, Jonathan Friemel – Fayssal Harchaoui ( 90+1. Arian Römers), Nick Zimmermann – Kian Hekmat ( 84. Kristijan Irmiew), Fynn Schenten ( 70. Chinedu Chukwukelu), Youssoupha Niang, Justin von der Hitz Cheftrainer: Stefan Ruthenbeck | 1. FC Köln |
| Bayer 04 Leverkusen                                | 1:0 Stepanow (8.) 2:0 Mensah (28.) 3:4 Onyeka (66., Handelfmeter) 4:4 Alajbegović (73.) | 2:1 Niang (36.) 2:2 Niang (36.) 2:3 von der Hitz (39.) 2:4 von der Hitz (45.+1') 4:5 Stapelmann (82.) | 1. FC Köln |
| Bayer 04 Leverkusen                                | Mensah (58.) | Hekmat (77.), von der Hitz (90.+6') | 1. FC Köln |
| 18. Mai 2025 um 11:00 Uhr in Leverkusen (BayArena) | | |            |
| Ergebnis: 4:5 (2:4)                                | | |            |
| Zuschauer: 24.250                                  | | |            |
| Schiedsrichter: Jan Kruse                          | | |            |
| Spielbericht                                       | | |            |

#### Torschützenliste
Die Tore aus der Gruppenphase wurden mit übernommen.
| Pl.             | Spieler             | Mannschaft          | Tore |
| --------------- | ------------------- | ------------------- | ---- |
| 1.              | Artem Stepanow      | Bayer 04 Leverkusen | 120  |
| 2.              | Nick Cherny         | Borussia Dortmund   | 8    |
| 2.              | Alexander Staff     | Eintracht Frankfurt | 8    |
| 4.              | Salvatore Mule      | VfB Stuttgart       | 7    |
| 4.              | Justin von der Hitz | 1. FC Köln          | 7    |
| 6.              | Karim Affo          | Fortuna Düsseldorf  | 6    |
| 6.              | Kerim Alajbegović   | Bayer 04 Leverkusen | 6    |
| 6.              | Lennart Karl        | FC Bayern München   | 6    |
| 6.              | Youssoupha Niang    | 1. FC Köln          | 6    |
| 6.              | Robert Ramšak       | RB Leipzig          | 6    |
| Stand: Endstand |                     |                     |      |